# Distretto di Kasama
Il distretto di Kasama è un distretto dello Zambia, parte della Provincia Settentrionale.
Il distretto comprende 17 ward:
- Bululu
- Buseko
- Chiba
- Chibundu
- Chilunga
- Chumba
- Julia Chikamoneka
- Kapongolo
- Kapumaula
- Kasenga
- Lualuo
- Lusenga
- Lukulu
- Lukupa
- Mulilansolo
- Mukanga
- Musowa